# Buprestis rufipes
Buprestis rufipes är en skalbaggsart som beskrevs av Olivier 1790. Buprestis rufipes ingår i släktet Buprestis och familjen praktbaggar. Inga underarter finns listade i Catalogue of Life.